# هیرفورد (آریزونا)
هیرفورد (به انگلیسی: Hereford) یک منطقهٔ مسکونی در ایالات متحده آمریکا است که در شهرستان کوچیز، آریزونا واقع شده‌است. هیرفورد ۶٬۵۳۷ نفر جمعیت دارد و ۱٬۲۷۸ متر بالاتر از سطح دریا واقع شده‌است.